# 4年
| 千纪： | 1千纪                                                                         |
| 世纪： | 前1世纪 \| 1世纪 \| 2世纪                                                     |
| 年代： | 前20年代 \| 前10年代 \| 前0年代 \| 0年代 \| 10年代 \| 20年代 \| 30年代        |
| 年份： | 前2年 \| 前1年 \| 1年 \| 2年 \| 3年 \| 4年 \| 5年 \| 6年 \| 7年 \| 8年 \| 9年 |
| 纪年： | 西汉元始四年                                                                  |

## 大事记

### 按照地区分类

#### 罗马帝国
- 罗马派遣军队征服易北河与多瑙河流域日耳曼人。
- 奧古斯都召唤提比里烏斯来罗马，并指定其为继承人。同时，玛尔库斯·维普撒尼乌斯·阿格里帕的小儿子阿格里帕·波斯图穆斯（英语：Agrippa Postumus）也被指定为继承人。
- 提比里乌斯也指定日耳曼尼库斯为继承人。
- 艾利阿·森迪亚法（英语：Lex Aelia Sentia）为奴隶制度制定了奴隶解放的规章条例。
- 提比里乌斯代表罗马帝国与由其王塞吉莫尔代表的日耳曼部落切鲁西签订互不侵犯条约，并建立友好关系。塞吉莫尔的儿子，阿米尼乌斯和弗拉乌斯被带进罗马军队当附属部队的领导者。
- 大茱莉亚流亡后带着耻辱回到雷焦卡拉布里亚。
- 奥古斯都赦免格内乌斯·科恩·秦那·马格努斯（英语：Gnaeus Cornelius Cinna Magnus），因为他涉嫌马尔库斯·埃米利乌斯·雷必达的孙女艾米莉亞·雷比達对皇帝的阴谋的案件。
- 马库斯·普劳提乌斯·席尔瓦努斯被任命为亚洲地区总督。
- 因應儒略曆#羅馬失閏，或曰奧古斯都4年停閏，2月僅有28日，無2月29日，[1]但也有學者自信4年有2月29日。[2]
- 波利亚努斯·马拉多纽斯成为雅典执政官。

#### 朝鲜半岛
- 新罗王赫居世居世干卒，其子南解次次雄继位。

#### 中东
- 安息国王弗拉特斯五世和女王穆薩被推翻并杀害，王位被提议由奥罗德斯三世 (帕提亚)（英语：Orodes III of Parthia）继承——空位期开始。

#### 中国
- 汉平帝娶王莽之女王嬿为妻，巩固他的统治。
- 王莽加號宰衡，位在諸侯王公之上。大力宣揚禮樂教化，得到儒生的擁戴，被加九錫。
- 王莽奏起明堂、辟雍、靈臺，為學者築舍萬區。他還奏立樂經，並增加博士員額，每經各設博士五人。徵天下通六藝之一教授十一人以上；有通曉《逸禮》、《古書》、《毛詩》、《周官》、《爾雅》、天文、圖讖、鍾律、月令、兵法、《史籀篇》大篆文字之意者，皆以公家馬車載送。一時間，“天下異能之士”上千人獲得徵召。

### 按照主题分类

#### 科学和艺术
- 尼科拉乌斯·达马斯库斯（英语：Nicolaus of Damascus）编写了十五卷《世界历史》。

## 各国领袖

### 非洲
- 库施
  - 国王：Natakamani（前1年－20年）
- 毛里塔尼亚
  - 国王：Juba II（前25年－23年）

### 亚洲
- 中国
  - 汉朝
    - 皇帝：汉平帝（前1年－5年）
- 匈奴：乌珠留若鞮单于（前8年－13年）
- 朝鲜
  - 百济：
    - 国王：温祚王（前18年－28年）

  - 东扶余：
    - 国王：带素（前7年－22年）

  - 高句丽：
    - 国王：琉璃王（前19年－18年）

  - 新罗：
    - 国王：
      1. 朴赫居世居西干（前57年－4年）
      2. 南解次次雄（4年－24年）
- 贵霜帝国
  - 翕侯：赫拉欧斯（1年－30年）

### 欧洲
- 阿特雷巴特
  - 国王：Tincomarus（前20年－7年）
- 卡图维勒尼
  - 国王：Tasciovanus（前20年－9年）
- 高加索伊比里亚
  - 国王：Aderk（前2年－30年）
- 马科曼尼
  - 国王：Marbod（前9年－19年）
- 罗马帝国
  - 皇帝：奥古斯都（前27年－14年）

### 中东
- 卡帕多细亚
  - 国王：Archelaus（前36年－17年）
- 科马吉尼
  - 国王：Antiochus III（前12年－17年）
- 罗马帝国犹太行省
  - 行政官：希律·阿基勞斯（前4年－6年）
- 奈巴提亚
  - 国王：Aretas IV Philopatris（前9年－40年）
- 奥斯若恩
  - 国王：Abgar V（前4年－7年）
- 安息
  - 联合统治者： 
    - 国王：Phraates V（前2年－4年）
    - 女王：Musa（前2年－4年）

  - 空缺：（4年－6年）
- 本都 - 皮托多里斯，本都女王（西元前8年－西元23年）

## 出生
- 南解次次雄，新羅第2代君主。（死于24年）
- 高无恤，高句丽王。（死于48年）
- 科鲁迈拉，罗马作家。（死于80年）

## 逝世
- 赫居世居世干，新罗第一任王。（生于前69年,73岁）
- 蓋烏斯·凱撒，玛尔库斯·维普撒尼乌斯·阿格里帕和大茱莉亚的儿子。（生于前20年,24岁）
- 盖乌斯·阿西纽斯·波利奥（英语：Gaius Asinius Pollio (consul 40 BC)），罗马演说家、诗人和历史学家。（生于前65年,61岁）
- 特伦提亚（英语：Terentia），西塞罗的第一任妻子。（生于前98年,102岁）